# Willi Hörter
Willi Hörter (13. ledna 1930, Koblenz – 15. srpna 1996, tamtéž) byl německý inženýr a politik (CDU). Od roku 1972 do roku 1994 byl starostou města Koblenz.

## Život a povolání
Hörter se narodil jako syn lékárníka. Po ukončení základního vzdělání absolvoval nejdřív stavební školu a později pokračoval ve vzdělání na hlubinného inženýra. V únoru 1952 nastoupil veřejnou službu, pracoval zpočátku na úřadě pro zvláštní stavby v Koblenci a poté přešel ke Správě silnic spolkové země Porýní-Falc. Později se stal předsedou Turistického a lázeňského spolku Rheinland-Pfalz jako viceprezident Německého turistického spolku. Jeho syn, Michael Hörter (* 1958) je členem městské stranické organizace CDU v Koblenci a také členem rýnsko-falckého sněmu.

## Poslanec
Hörter byl 1964–1972 zastupitelem města Koblenz a zároveň předsedou tamní frakce CDU. Poslancem rheinland-falckého sněmu byl 1965–1975. 1971/72 byl předsedou sněmového klubu CDU.

## Veřejné úřady
Hörter byl od roku 1972 do roku 1994 primátorem. Během jeho funkčního období bylo navázáno partnerství s městy Norwich (1978), Maastricht (1981), Novara (1991) a Austin (1992).

## Ocenění
- Čestné občanství města Koblenz, 1995